# Zanjón (Sonora)
Zanjón es un ejido del municipio de Carbó ubicado en el centro del estado mexicano de Sonora, en la zona del desierto de Sonora. El ejido es la segunda localidad más habitada del municipio, sólo después del pueblo de Carbó, el cual es la cabecera municipal. Según los datos del Censo de Población y Vivienda realizado en 2020 por el Instituto Nacional de Estadística y Geografía (INEGI), Las Canoras (Altiva) tiene un total de 105 habitantes.

## Geografía
Zanjón se sitúa en las coordenadas geográficas 29°35'48" de latitud norte y 110°56'16" de longitud oeste del meridiano de Greenwich, a una elevación de 431 metros sobre el nivel del mar.